# Hertsön (bostadsområde)

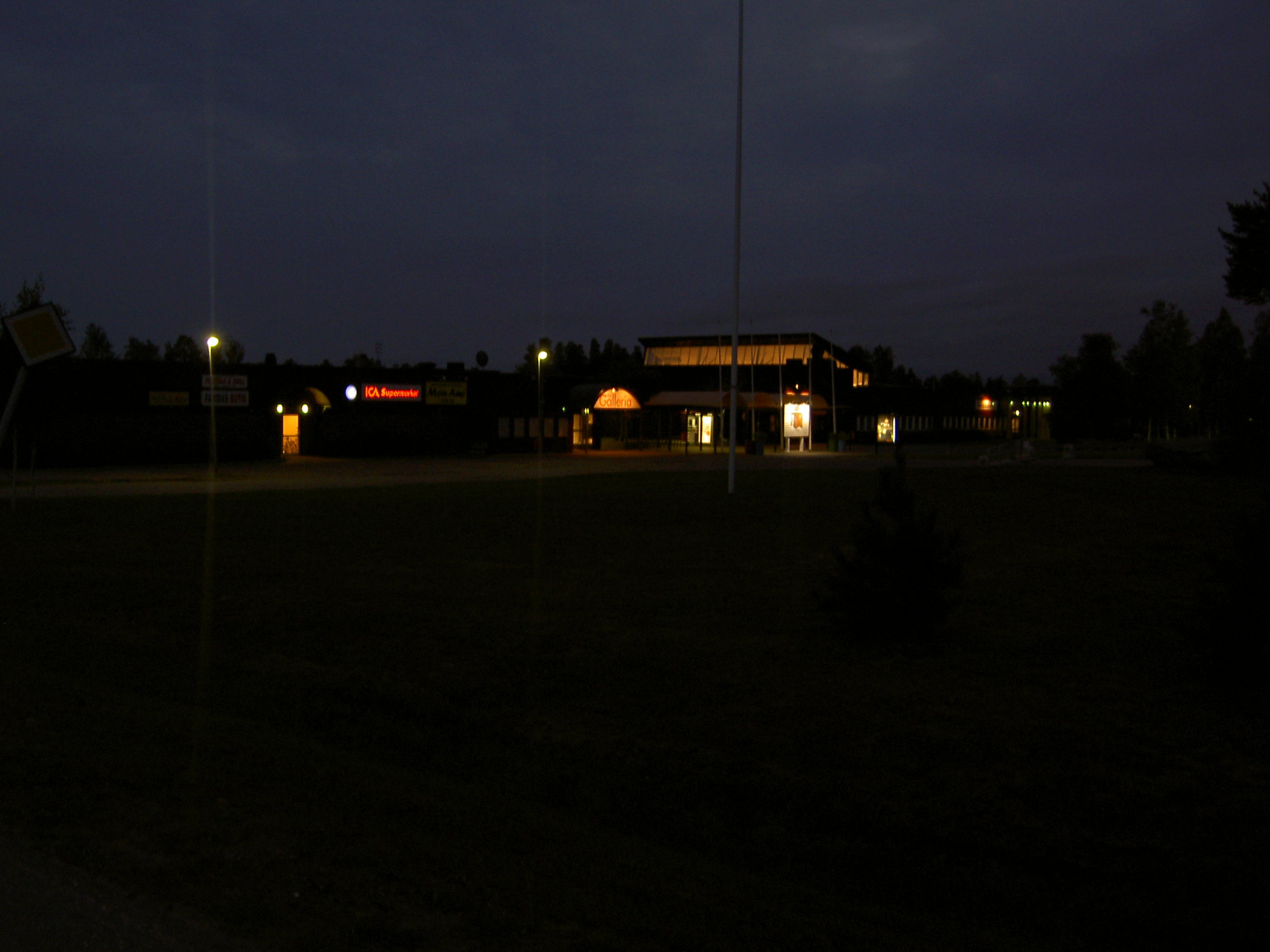
Hertsö centrum, en sen kväll på sommaren.

Hertsön är till folkmängd det största bostadsområdet i  Luleå utanför innerstaden, och är belägen på ön Hertsön, som också stora delar av Luleå tätort ligger på.
Bostadsområdet byggdes som en del av miljonprogrammet under 1970-talet, då det var tänkt att det planerade bygget av Stålverk 80 skulle ge Luleå en avsevärd befolkningsökning och ekonomiskt uppsving. Efter att planerna på det nya stålverket skrotats och den därtill planerade folkökningen kommit av sig, har det tidvis funnits många tomma lägenheter i området.
Medelåldern i Hertsön var 37,8 år vid slutet av 2013.

## Föreningsliv
På Hertsön finns ett aktivt föreningsliv, till vilket hör bland andra Luleå Koloniförening, PRO och fotbollsföreningen Luleå SK, med två herrlag och ett damlag, samt en bred idrottsverksamhet för ungdomar.
Här finns också Hertsö Idrottsplats med tre fotbollsplaner; en gräsplan, en grusplan och en konstgräsplan. På Hertsö Idrottsplats finns även en ishockeyrink.

## Tjänsteinrättningar
Hertsön hyser flera kommersiella tjänster, så som livsmedelsbutiker, restauranger.
Här finns även idrottshall, bibliotek, badhus och fritidsgård. Vid Hertsö centrum finns två kyrkor: Luleå domkyrkoförsamlings Hertsökyrkan och en relativt nybyggd læstadiansk kyrka.

### Skolor
Tre skolor finns på Hertsön. Den största är Hertsöskolan som har cirka 490 elever i årskurserna 4–9, sedan finns Ängskolan, på den östra delen av Hertsön, kallad Hertsö ängar, för elever i årskurserna 1–6, samt Svedjeskolan för årskurser 1–3.
Under våren 2021 uppdagades det att mögel fanns i Hertsöskolans lokaler och att eleverna under hösten tillfälligt skulle inrymmas på andra skolor. Tanken var att det först skulle tas beslut om att det antingen skulle ske en renovering ,eller om en ny skola ska byggas, varav det senare alternativet beräknades bli billigare. Beslut kom dock senare att skolan skulle rivas och ersättas med en ny som beräknas stå klar år 2024.

## Kultur
Medlemmarna i hardcorebandet Raised Fist är uppvuxna på Hertsön. En av deras första spelningar ägde rum på scenen i nuvarande pingisrummet på Hertsö Fritidsgård. Även hiphopgruppen Movits! samt dansaren och koreografen Anna Vnuk kommer från Hertsön liksom skådespelaren Sven Björklund i Klungan.
Hertsön har i folkmun fått flera smeknamn så som Hertz Island, Hertzigovina eller Haschön.

## Kommunikationer
Hertsön trafikeras av Luleå lokaltrafiks (LLT) busslinjer 1 (stamlinje), 5 och 10 (snabblinje).